# Madeleine Martin (Schauspielerin, 1991)

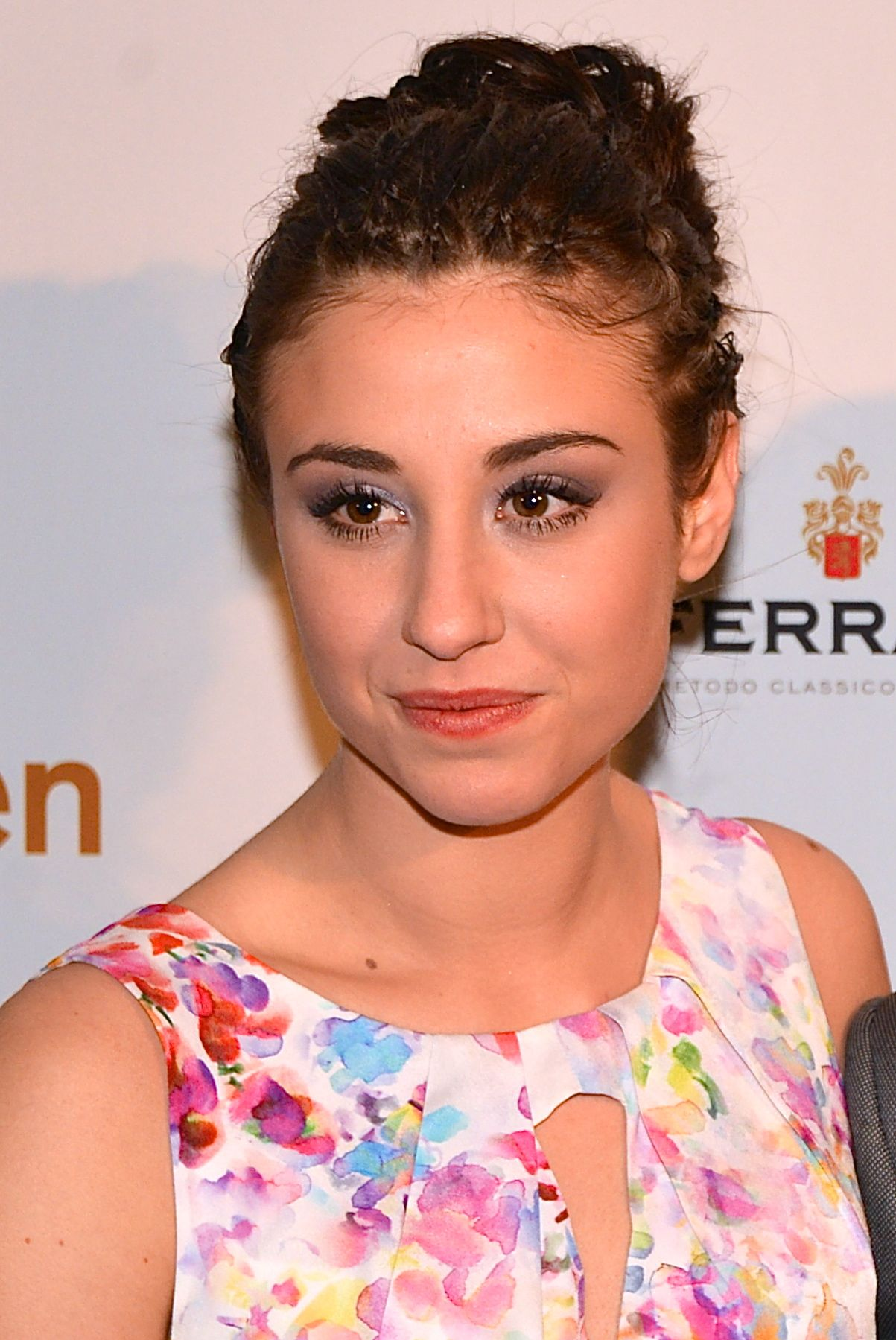
Madeleine Martin, 2013

Madeleine Martin (* 20. August 1991 in Kungsbacka) ist eine schwedische Schauspielerin.
Sie wirkte in allen 16 Episoden der schwedischen Fernsehserie Riverside (2009) mit, in der sie die Rolle der Cleo Lindström spielte. 2012 wirkte sie in dem Fernsehfilm Studio 6 der Reihe Ein Fall für Annika Bengtzon mit. In diesem Film verkörperte sie Patricia, eine enge Freundin des am Anfang des Films gezeigten Mordopfers. 2014 spielte sie mit der Schauspielerin Hedda Stiernstedt ein lesbisches Paar im Musikvideo zum Lied Addicted to You des schwedischen DJs Avicii.

## Filmografie (Auswahl)
- 2012: Easy Money 2 – Mach sie fertig (Snabba cash II)
- 2012: Ein Fall für Annika Bengtzon (Annika Bengtzon, Fernsehserie, eine Folge)
- 2014: Aquilas Geheimnis – Auf der Suche nach dem Piratenschatz (Piratskattens hemlighet, Fernsehserie, 9 Folgen)
- 2014: Welcome to Sweden (Fernsehserie, zwei Folgen)
- 2015: Arne Dahl (Fernsehserie, eine Folge)
- 2016: Kommissar Beck – Die neuen Fälle (Beck, Fernsehserie, eine Folge)
- 2018: Katsching! (Fernsehserie, zwei Folgen)
- 2020: Breaking Surface – Tödliche Tiefe (Breaking Surface)
- 2022: Lea – The Fighter – Fernsehserie, sechs Folgen